# Юхимівська сільська рада
| Юхимівська сільська рада — орган місцевого самоврядування у Шаргородському районі Вінницької області з адміністративним центром у с. Юхимівка. Сільській раді підпорядковані населені пункти: - с. Юхимівка |

## Склад ради
Рада складається з 16 депутатів та голови.

## Керівний склад сільської ради
| ПІБ                          | Основні відомості                                                             | Дата обрання | Дата звільнення |
| ---------------------------- | ----------------------------------------------------------------------------- | ------------ | --------------- |
| Брездинюк Леонід Григорович  | Сільський голова, 1975 року народження, освіта, безпартійний                  | 26.03.2006   | 31.10.2010      |
| Бондарчук Наталія Михайлівна | Сільський голова, 1962 року народження, освіта незакінчена вища, позапартійна | 31.10.2010   |                 |

Примітка: таблиця складена за даними джерела